# Платформа розвитку Києва
Платформа розвитку Києва — це цифровий інструмент участі громади в управлінні містом, створений для взаємодії мешканців столиці з місцевою владою, бізнесом, науковими установами, освітніми закладами та громадськими організаціями. Ініціатором створення платформи виступив Науково-дослідний інститут соціально-економічного розвитку міста (КНДУ «НДІРоМ») за підтримки Департаменту економіки та інвестицій Київської міської державної адміністрації (КМДА).

## Мета
Метою платформи є залучення громадян до процесів планування та реалізації політик розвитку міста шляхом:
- проведення соціологічних опитувань;
- збору пропозицій і проєктів від мешканців;
- організації експертних обговорень і круглих столів;
- формування політик на основі громадської участі.

## Історія
Платформа була офіційно презентована у грудні 2023 року. У період з грудня 2023 до лютого 2024 року понад 6 000 мешканців столиці взяли участь в опитуваннях на платформі. Найбільш обговорюваними темами стали: адміністративні послуги, інклюзивність, безпека, молодіжна політика та соціальні сервіси.
У квітні 2025 року платформа була розширена — до участі активно залучено органи самоорганізації населення (ОСН), які отримали можливість формувати пропозиції з розвитку мікрорайонів.

## Структура та напрямки діяльності
Платформа охоплює дев’ять ключових напрямів розвитку міста:
1. Міська молодіжна політика;
2. Культура, туризм, креативні індустрії;
3. Охорона здоров’я;
4. Надання адміністративних та міських сервісів;
5. Урбаністичне середовище (транспорт, екологія, благоустрій);
6. Освіта;
7. Економіка, підприємництво, інновації;
8. Громадське середовище (ОСН, ОСББ, ГО);
9. Гендерна інтеграція.

## Функціональні можливості
Користувачі платформи можуть:
- брати участь в онлайн-опитуваннях;
- подавати власні ідеї або ініціативи;
- приєднуватися до онлайн-дискусій, конференцій і стратегічних сесій;
- комунікувати з представниками влади та експертного середовища.